# Dehn (adelsslægt)
von Dehn er en uddød dansk og tysk adelsslægt tilhørende brev- og højadelen.

## Våben
En sort gryde under 3 femoddede sølv stjerner jævnsides i guld. Hjelmtegn: To sorte vinger holdende en sølv stjerne. Skjoldholdere: To udadseende sorte losser med guld halsbånd.

## Historie
Familien von Dehn hed oprindelig Pott og var fra Holland. Den kan føres tilbage til Conrad von Dehn (van Pott), som var fader til Nicolaus von Dehn (død 1600), gift med Elisabeth von der Lieth. Han var fader til oberst Peter von Dehn, som ægtede Anna von der Hude. Hans søn, som også hed Nicolaus von Dehn, var oberst i Regimentet Wattewille i Holland. Han ægtede Elisabeth Salomone von Sprengel af huset Breese og Radekau.
Slægten kom til Danmark over Mecklenburg. Nicolaus von Dehn havde sønnen Georg August von Dehn (død 1700), som blev oberst i dansk tjeneste og var fader til Friedrich Gustav von Dehn (1683-1731), Conrad Detlev von Dehn (1688-1753), Ferdinand August von Dehn (1689-1760) og Friedrich Ludwig von Dehn (1697-1771). Moderen hed Eibe von Wohnsflothen (Wonsfleth) (1654-1707) af huset Krieseby. 
1. Friedrich Gustav von Dehn blev generalløjtnant i Braunschweig-Lüneburg
2. Conrad Detlev von Dehn blev 27. september 1726 ophøjet til rigsgreve af kejser Karl VI, var dansk gesandt og amtmand og blev Hvid Ridder og gehejmeråd. Conrad Detlev von Dehn var to gange gift, nemlig 1. gang 1718 med Ilsa Louise baronesse Stisser von Wendhausen og 2. gang 1722 med Benedicte Hedwig baronesse von Gramms, men havde ikke børn.
3. Ferdinand August von Dehn blev dansk officer og sluttede sin karriere som generalløjtnant, kammerherre og Hvid Ridder. Han var ugift og havde ingen børn.
4. Friedrich Ludwig von Dehn var godsejer og stamhusbesidder til Ludwigsburg, bygherre for Dehns Palæ og blev virkelig gehejmeråd med sæde i Konseillet, statholder over Hertugdømmerne, Hvid og Blå Ridder, baron (fra 1750), greve (fra 1768) og kammerherre. Han var gift med en hollænderinde, som døde ung, og havde ingen børn.

Den danske gren af slægten uddøde altså 1771 med sidstnævnte.
Den tyske gren blev derimod for en stund videreført af Friedrich Gustav von Dehns børn, Conrad Detlev von Dehn (død 1759), som var oberst i Braunschweig, Johann Friedrich Christian von Dehn (1714-1766), som var dansk oberst og kammerherre, gift med Louise Anna von Praun (1729-1806), samt August Wilhelm von Dehn (1716-1776), der arvede stamhuset Ludwigsburg 1771 i Hertugdømmet Slesvig, som var hofmarskal i Braunchweig og gift med en baronesse von Winterfeld. Disse medlemmer af slægten begyndte at føre titel af baron.
Johann Friedrich Christian von Dehn førte slægten videre, men havde kun døtre. Han havde børnene Sophie Charlotte Friederike von Dehn (1759-1813), Louise Marianne von Dehn (1762-1846), som var gift med Christian August Rumohr til Rundtoft (1759-1798), samt Friederike Georgine von Dehn (1765-?), gift med kammerherre og generalmajor Johann Christian Georg von Hedemann (1767-?). Slægten von Dehn uddøde dermed 1776.
Sophie Charlotte Friederike von Dehn arvede efter baron August Wilhelm von Dehn (1716-1776) Ludwigsburg i 1776, som var et stamhus, og ved ægteskab med Carl Friedrich Ulrich von Ahlefeldt (1750-1829) kom stamhuset i slægten Ahlefeldts besiddelse, og ægtemanden fik kongelig bevilling til at føre navnet von Ahlefeldt-Dehn og kombinere våbnene den 25. juni 1783 .

## Galleri
- Stamtræ over slægten von Dehn (på tysk)
- Våben for Ahlefeldt-Dehn